# Landstingsvalet på Åland 1925
I det andra landstingsvalet på Åland 15 juni 1925 röstade ca. 1 500 av 14 052 röstberättigade ålänningar. Detta är utan konkurrens valet i åländsk historia med det sämsta valdeltagandet, med knappa 10,7%.

## Valupptakt
Till valet hade det lämnats in 38 listor med 41 namn. Av de 30 som blev valda 1922, ställde 24 upp till återval. Självstyrelsens frontperson, Johannes Holmberg, och den enda kvinnliga landstingsledamoten i landstinget, Fanny Sundström, vägrade att ställa upp får återval.
Det fanns inte några valförbund och ingen socialdemokratisk kandidat att rösta på. Det skulle dröja till 1931 innan den första socialdemokratiska kandidaten ställde upp i landstingsvalet på Åland. 

## Valresultat
Det finns väldigt lite statistik sparad från valen. I Ålandstidningen konstateras att ingen Eckerökandidat valdes in, men att det inte var konstigt eftersom enbart 23 Eckeröbor hade röstat. 
Ingen av Eckerökandidaterna blev vald, vilket har sin förklaring däri, att endast 23, säger 23, Eckeröbor deltogo i valet. 
| Placering | Invald               | Kommun     | Röster | Antal listor | Röster/placeringar *) |
| --------- | -------------------- | ---------- | ------ | ------------ | --------------------- |
| 1         | Julius Sundblom      | Mariehamn  | 392,8  | 13           | 12,3                  |
| 2         | Anders Forsberg      | Brändö     | 326,5  | 3            | 21,8                  |
| 3         | Torsten Rothberg     | Mariehamn  | 325,8  | 10           | 12,5                  |
| 4         | Viktor Strandfält    | Föglö      | 240,0  | 1            | 40,0                  |
| 5         | Hugo Elfsberg        | Kökar      | 234,7  | 2            | 26,1                  |
| 6         | Gustav Bondestam     | Jomala     | 218,2  | 2            | 24,2                  |
| 7         | Axel Åkerfelt        | Kumlinge   | 190,5  | 2            | 21,2                  |
| 8         | F.E. Karlsson        | Lemland    | 189,8  | 1            | 31,6                  |
| 9         | Walter Sjöblom       | Mariehamn  | 177,7  | 7            | 8,5                   |
| 10        | Erik Flodin          | Föglö      | 176,5  | 3            | 14,7                  |
| 11        | Oskar Bomansson      | Saltvik    | 144,8  | 6            | 7,6                   |
| 12        | Uno Andersson        | Hammarland | 128,0  | 1            | 21,3                  |
| 13        | Johannes Eriksson    | Finström   | 116,2  | 3            | 10,6                  |
| 14        | A. Th. Mattsson      | Jomala     | 113,0  | 6            | 5,1                   |
| 15        | J.A. Sjöblom         | Lemland    | 101,0  | 3            | 8,4                   |
| 16        | Johannes Troberg     | Geta       | 99,0   | 1            | 16,5                  |
| 17        | Julius Karlsson      | Sottunga   | 96,3   | 3            | 9,6                   |
| 18        | Karl-Anders Lindholm | Vårdö      | 93,0   | 1            | 15,5                  |
| 19        | Robert Rosenblad     | Saltvik    | 91,0   | 2            | 10,1                  |
| 20        | Gunnar Johansson     | Sund       | 89,5   | 2            | 9,9                   |
| 21        | Aron Holmberg        | Hammarland | 88,8   | 2            | 9,9                   |
| 22        | J.E Nordström        | Hammarland | 88,7   | 2            | 11,1                  |
| 23        | Jean Törnroos        | Brändö     | 86,0   | 1            | 28,7                  |
| 24        | Herman Matsson       | Sund       | 84,5   | 2            | 9,4                   |
| 25        | K.J. Blomroos        | Saltvik    | 82,8   | 2            | 9,2                   |
| 26        | J.E. Stenroos        | Lumparland | 77,7   | 2            | 9,7                   |
| 27        | I. Broman            | Jomala     | 76,8   | 3            | 7,7                   |
| 28        | Carl Carlsson        | Finström   | 71,7   | 3            | 6,5                   |
| 29        | Mathias Jansson      | Finström   | 69,8   | 3            | 6,3                   |
| 30        | August Nordlund      | Sund       | 68,5   | 2            | 7,6                   |

*)  Den som var första namnet på en lista fick alla röster, tvåan fick hälften och trean en tredjedel. För att kunna vikta hur många röster man fick per placering, gav en förstaplats sex poäng, andra plats gav tre poäng och en tredjeplats gav två poäng. Julius Sundblom var på första plats på en lista och på andra plats på två stycken, och på tredje plats på tio listor. Därmed hade Sundblom (1*6 + 2*3 + 10*2) = 32 poäng. 

### Vem blev röstmagnet?
Det finns bara två möjligheter, antingen Victor Strandfält eller Anders Forsberg. Eftersom Strandfält bara var med på en lista, går det att se att han fick 240 röster, 16% av alla rösterna. Det är möjligt att Anders Forsberg fick fler röster, men han fanns med på tre andra listor utöver Strandfälts enda lista.  Det verkar mest troligt att Strandfält var den stora röstmagneten. Sundblom var på andra plats på Strandfälts lista och eftersom Strandfält endast fanns på en lista, så kan det beräknas att Sundblom fick 120 röster från den listan. Sundblom fick därmed nästan en tredjedel av sina röster från denna lista. Om en person skulle bara ha varit på en enda lista och på andra plats på Strandfälts lista skulle det ha räckt till en trettondeplats i valet.